# Anália de Victória Pereira
Anália de Victória Pereira Simeão (Luanda, 3 de outubro de 1941 - Lisboa, 7 de janeiro de 2009) foi uma política angolana. Pereira era fundadora e presidente do Partido Liberal Democrático (PLD).

## Biografia
Sua carreira política inicia-se em 1975, quando vai até Portugal, onde funda o PLD em 1983. O referido partido foi criado por Carlos Simeão, cuja morte nunca foi esclarecida, e pela sua mulher Anália Pereira, a única do sexo feminino numa direcção partidária em Angola. Conhecida como Mamã Coragem, garantiu que iria atacar a concentração de riqueza no Movimento Popular de Libertação de Angola e a corrupção.
Em 1991, volta até Angola, legaliza o partido para concorrer nas eleições gerais programadas. Nas eleições de 1992 consegue que seu partido obtenha três lugares no parlamento.
Foi a primeira angolana a concorrer à presidência da República, em 1992.